# Parti socialiste français (1919)

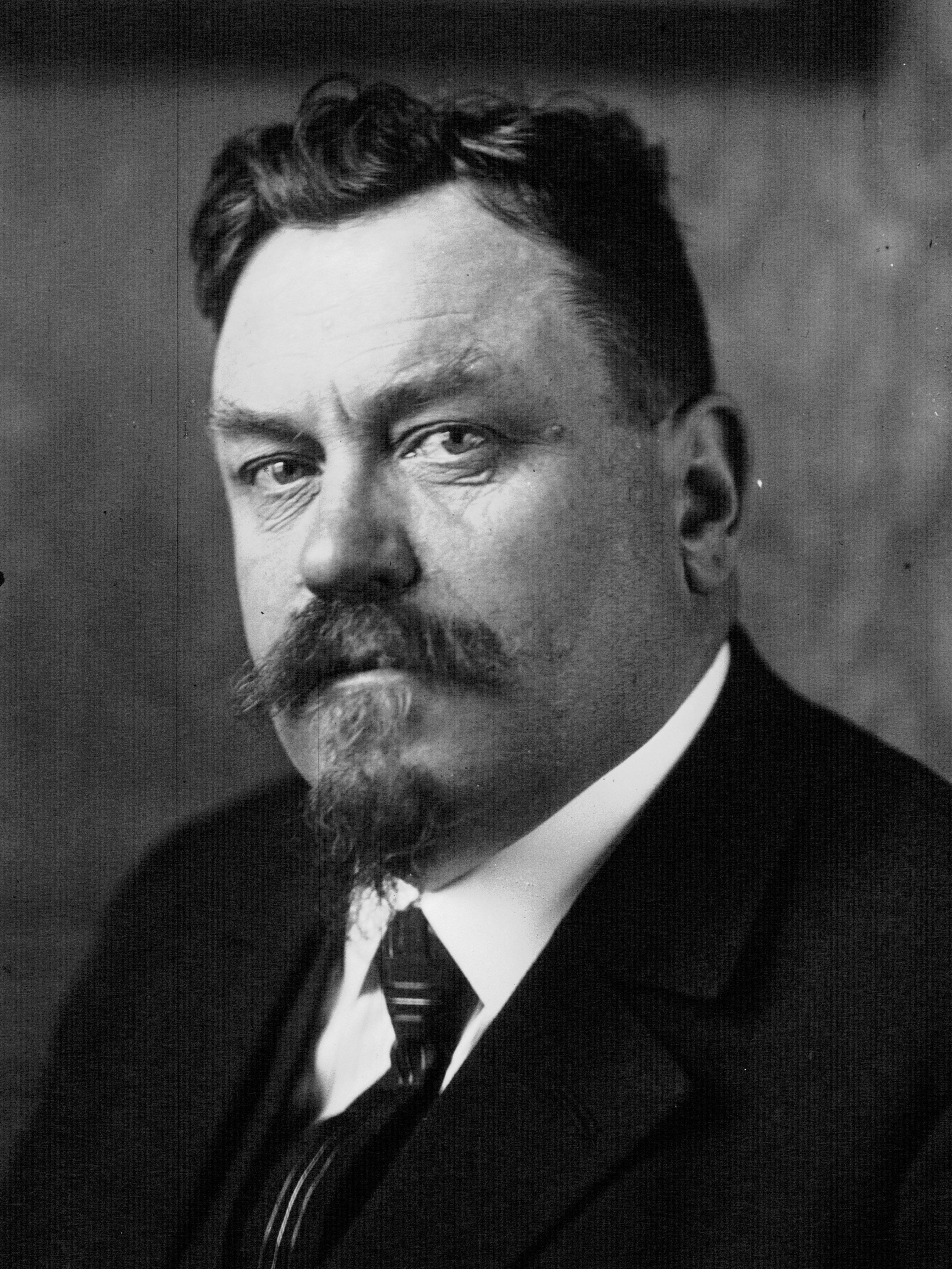
Arthur Levasseur

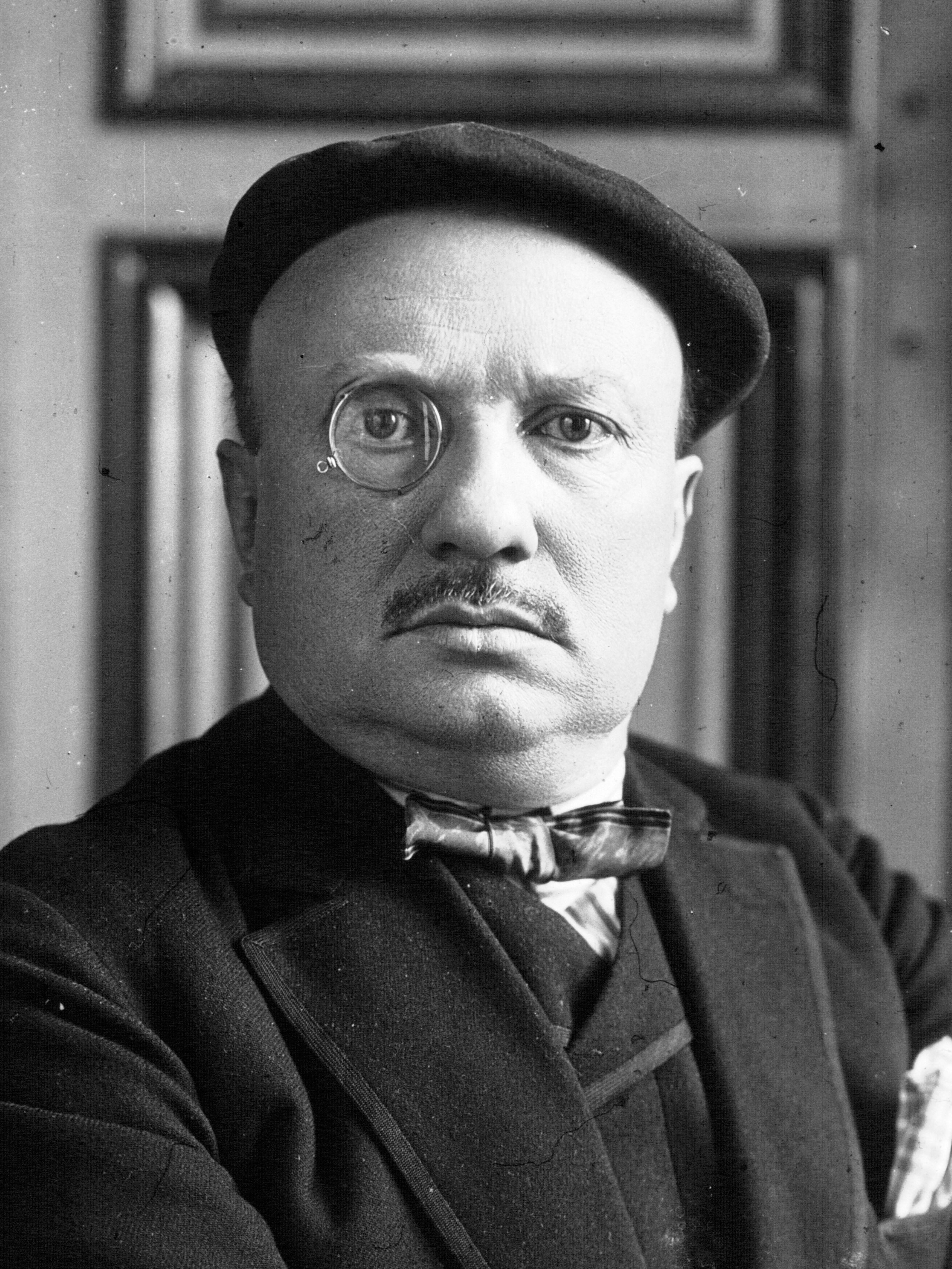
Anatole de Monzie

Die Parti socialiste français (zur Unterscheidung Parti socialiste français (1919) genannt, Französische sozialistische Partei, PSF) war eine französische sozialistische Partei, die von 1920 bis 1935 bestand. Sie war die zweite französische Partei dieses Namens.

## Geschichte
Im Vorfeld der Parlamentswahlen von 1919 beschloss die Section française de l’Internationale ouvrière (SFIO), aus der Union sacrée auszutreten und in allen Départements eigene Listen aufzustellen. Die Befürworter eines Verbleibs in der Union, Mitglieder des rechten Parteiflügels, kandidierten auf den Listen der Abweichler oder der republikanischen Konzentration, was zu ihrem Ausschluss aus der SFIO führte. Von den dreizehn abweichenden Abgeordneten wurden vier im Département Seine wiedergewählt und gehörten während der Legislaturperiode in der Abgeordnetenkammer zu den Fraktionslosen.
Die Parti socialiste français (PSF) wurde offiziell am 16. März 1920 gegründet. Mit der Wahl dieses Namens bekannte sie sich zum Erbe von Jean Jaurès und der von ihm 1902 gegründeten ersten Sozialistischen Partei Frankreichs. Bei den Parlamentswahlen von 1924 war sie Teil des Cartel des gauches, wobei ihre Vertreter allerdings auf den Listen der Parti républicain-socialiste kandidierten. In der Abgeordnetenkammer bildeten sie die Fraktion der Républicain socialiste et socialiste français.
Dieser parlamentarischen Gruppe folgte am 30. Mai 1926 die Fusion der beiden Parteien zur Parti républicain socialiste et socialiste français (Sozialistische Republikanische Partei und französische Sozialisten, PRSSF). Der Fall des Kartells und die Frage einer Beteiligung an der Regierung der nationalen Einheit unter Raymond Poincaré spaltete die neue Partei jedoch in zwei Richtungen: Die militante Basis, die hauptsächlich aus der PSF hervorging, wollte die Regierung Poincaré nicht unterstützen, während die Mehrheit der gewählten Abgeordneten dafür war (Aristide Briand und Paul Painlevé wurden zu Ministern ernannt). Diese Meinungsverschiedenheit endete am 20. Mai 1928 mit einer Abspaltung der „Unionisten“ in eine neue Parti républicain-socialiste unter der Führung von Maurice Viollette. Nach den Parlamentswahlen von 1928 erhielt die PRSSF 13 Abgeordnete, die eine gleichnamige Fraktion bildeten, die von den 18 republikanisch-sozialistischen Abgeordneten getrennt wurde. Auf dem Kongress im Dezember 1929 wurde die PRSSF wieder in Parti socialiste français umbenannt und von Georges Etienne und Anatole de Monzie geführt.
Nach dem Sieg des zweiten Linkskartells, dem die PSF angehörte, bildete sie 1932 wieder eine gemeinsame Fraktion mit den Abgeordneten der PRS (Fraktion der Parti socialiste français et Parti républicain-socialiste). Zu Beginn der Legislaturperiode waren sich die SFIO und die Radikalen über die zu verfolgende Politik uneinig. Édouard Herriot bildete mit Unterstützung der Mitte-Rechts-Koalition (Alliance démocratique und Radicaux indépendants) eine Regierung der republikanischen Konzentration. Anatole de Monzie wurde zum Erziehungsminister ernannt und übte dieses Amt in den folgenden Regierungen bis 1934 aus.
1935 fusionierte die PSF mit der PRS und der Parti socialiste de France-Union Jean Jaurès (Sozialistische Partei Frankreichs-Union Jean Jaurès) zur Union socialiste républicaine (Sozialistisch-Republikanische Union, USR).
Die Parti socialiste français vereinigte den rechten Flügel der Section française de l’Internationale ouvrière. Sie bezeichnete sich selbst als „weniger revolutionär als die SFIO, weniger gemäßigt als die radikalsozialistische Partei“ und bekannte sich zum Reformismus und gelegentlich zum Possibilismus. Als Vorläufer der Sozialdemokratie befürwortete sie die Beibehaltung der Privatwirtschaft mit Ausnahme der Verstaatlichung bestimmter Sektoren (Bergbau und Energie, Verkehr, Banken).
Sie beteiligte sich an allen Regierungen des Linkskartells (mit der SFIO) oder der „republikanischen Konzentration“ (mit Mitte-Rechts) und unterstützte sie, lehnte es aber ab, sich den verschiedenen Regierungen der nationalen Einheit anzuschließen, die mit konservativen Parteien (wie der Fédération républicaine) gebildet wurden.

## Bekannte Mitglieder
Gründungsmitglieder
- Jules Aubriot[4] (Abgeordneter)
- Jean Bon[5] (ehemaliger Abgeordneter)
- Antoine-Frédéric Brunet[6] (Regierungsmitglied, Abgeordneter)
- Victor Dejeante[7] (Abgeordneter)
- Henri Doizy[8] (ehemaliger Abgeordneter)
- Aristide Jobert[9] (ehemaliger Abgeordneter)
- Jacques Lauche[10] (Abgeordneter)
- André Lebey[11] (ehemaliger Abgeordneter)
- Lucien Lecointe[12] (Abgeordneter)
- Arthur Levasseur (Regierungsmitglied, Abgeordneter)
- Hippolyte Mauger[13] (ehemaliger Abgeordneter, Senator)
- Édouard Pouzet[14] (Abgeordneter)
- Arthur Rozier[15] (Abgeordneter)
- Adrien Veber[16] (ehemaliger Abgeordneter)

Weitere
- Maxence Bibié[17] (Regierungsmitglied, Abgeordneter)
- Joseph Boüessé[18] (Abgeordneter)
- Georges Boully[19] (Abgeordneter, Senator)
- André Breton[20] (Abgeordneter, Senator)
- César Chabrun[21] (Regierungsmitglied, Abgeordneter)
- Gabriel Debrégéas[22] (Abgeordneter)
- Émile Faure[23] (Abgeordneter)
- Albert Forcinal (Abgeordneter)
- Louis Jaurès[24] (Abgeordneter)
- Marc de Molènes[25] (Abgeordneter)
- Anatole de Monzie (Regierungsmitglied, Abgeordneter)
- Henri Philippoteaux[26] (Abgeordneter, Senator)
- Camille Planche[27] (Abgeordneter)
- Charles Pomaret[28] (Abgeordneter)
- Camille Riffaterre[29] (Abgeordneter)
- Henri Triballet[30] (Abgeordneter)
- Pierre Viénot[31] (Abgeordneter)